# Jacques Mouvet
Jacques Mouvet (ur. 16 grudnia 1912 w Ixelles) – belgijski bobsleista, srebrny medalista igrzysk olimpijskich i dwukrotny medalista mistrzostw świata.

## Kariera
Pierwszy sukces Jacques Mouvet osiągnął w 1947 roku, kiedy wystąpił na mistrzostwach świata w Sankt Moritz. W parze z Maxem Houbenem zdobył brązowy medal w dwójkach, a razem z Maxem Houbenem, Claude’em Houbenem i Albertem Leratem wywalczył srebro w czwórkach. Na rozgrywanych rok później igrzyskach olimpijskich w Sankt Moritz reprezentacja Belgii w składzie: Max Houben, Alfred Mansveld, Louis-Georges Niels i Jacques Mouvet zdobyła srebro w czwórkach. Na tej samej imprezie był też czwarty w dwójkach; Belgowie przegrali walkę o podium z osadą USA (Frederick Fortune i Schuyler Carron) o 2,2 sekundy. Były to jego jedyne starty olimpijskie.
W 1949 roku wziął udział w mistrzostwach świata w Lake Placid. Podczas jednego z przejazdów treningowych dwójek Houben i Mouvet wypadli z trasy i uderzyli w słup. Mouvet doznał pęknięcia czaszki i poważnej kontuzji pleców, jednak przeżył. Max Houben zginął na miejscu. Na mszy w jego intencji pojawili się wszyscy uczestnicy mistrzostw świata w Lake Placid.